# Danilo S. Balete
Danilo S. Balete (nacido en 1960 en la región de Bicol, Filipinas, fallecido el 1º de julio de 2017), también conocido como Danny Balete, es un zoólogo y biólogo filipino. Se le conoce por su trabajo sobre las especies de mamíferos endémicos de Filipinas. Se ocupó de la cuestión de lo que determina la diversidad de las especies. La investigación de Balete y su equipo anuló las nociones anteriores de que la diversidad disminuía en las regiones montañosas, demostrando que los entornos rigurosos podían generar, en lugar de suprimir, la diversidad de las especies.
Su investigación también incluye a los no mamíferos y las plantas. Se le atribuye el descubrimiento de varias especies de Rafflesia

## Educación y vida tempranas
Balete creció en la región de Bicol Región de Luzon. Creció en una pequeña granja donde aprendió a montar carabanas y a pescar a mano.
De 1984 a 1988 estudió en la Universidad de las Filipinas en Los Baños, donde obtuvo la Licenciatura en Ciencias de la Zoología. En 1989 pasó a ser miembro del Proyecto de Mamíferos Filipinos del Museo de Campo de Historia Natural. Pasó ocho meses del año como jefe de expedición en la selva tropical y unos cuatro meses con un equipo de investigación del Campo de Historia Natural.   
A partir de 1992, se licenció en biología en la Universidad de Illinois en Chicago (UIC) por invitación de Lawrence R. Heaney, donde se graduó en 1995 con un Maestro de Ciencia. 

## Carrera
En 2000, Balete comenzó un estudio a largo plazo de 15 años de duración sobre los mamíferos de la isla de Luzon. El equipo del proyecto, integrado por científicos filipinos y estadounidenses, incluía a Balete, Lawrence R. Heaney del Field Museum of Natural History, Mariano Roy Duya y Melizar Duya de la Universidad de Filipinas, Sharon Jansa de la Universidad de Minnesota, Eric Rickart del Museo de Historia Natural de Utah y Scott Steppan de la Florida Universidad Estatal. De las 56 especies de mamíferos no voladores, 52 son endémicas de Luzón y 28 especies de mamíferos fueron redescubiertas durante este estudio. También 57 especies de murciélagos se encuentran en Luzón. En 2008, Balete y Heaney en Pulagón, Luzón, hicieron el redescubrimiento de la rata arbórea de cola negra de Luzón (Carpomys melanurus), un roedor que se había considerado perdido durante 112 años. En 2016, publicó con Lawrence R. Heaney y Eric A. Rickart un libro sobre los mamíferos de Luzón titulados Los Mamíferos de Luzon Isla: Biogeografía e historia natural de la fauna filipina.
De 2002 a 2013 Balete fue investigador asociado en el Museo de Campo de Historia Natural. De 2003 a 2013 fue asistente de investigación en el Museo Nacional de las Filipinas.
De 2008 a 2009 Balete fue profesor en la Universidad de Filipinas, Diliman en Quezon Ciudad.
Balete es miembro de la Fundación Haribon, la mayor organización de conservación de Filipinas.

## Especies descritas
Además varias especie de roedor, incluyendo Archboldomys musseri, Crunomys suncoides, Apomys aurorae, Apomys banahao, Apomys brownorum, Apomys iridensis,  Apomys magnus, Apomys minganensis, Apomys lubangensis, Apomys sierrae, Apomys zambalensis, Batomys uragon, Rhynchomys banahao, Rhynchomys isarogensis, Rhynchomys labo y Rhynchomys mingan, Balete describió las cuatro especies de lagartos Brachymeles lukbani, Parvoscincus boyingi, Parvoscincus hadros y Parvoscincus igorotorum. La investigación de Balete también se centra en los miembros indígenas del género de plantas Rafflesia.

## Honores
En 2006, Julie F. Barcelona, Mary Ann O. Cajano y Annalee S. Hadsall describieron la especie de Rafflesia baletei, que fue descubierta en 1991 por Balete en el Isarog volcán en Bicol Región.